# Minibike

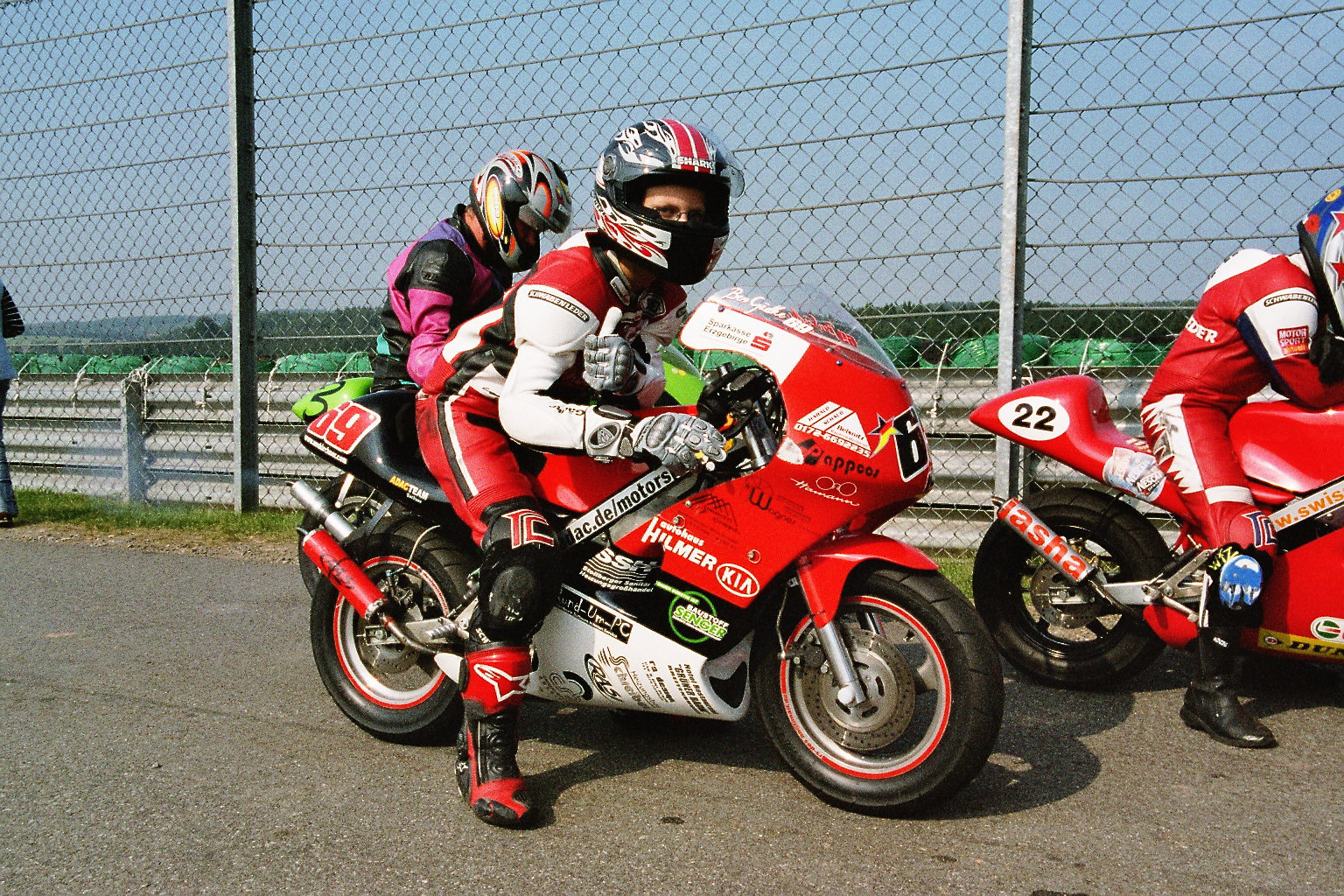
Ben Gädke fuhr 2005 in der bundesweit offenen Sächsischen Minibike-Meisterschaft.

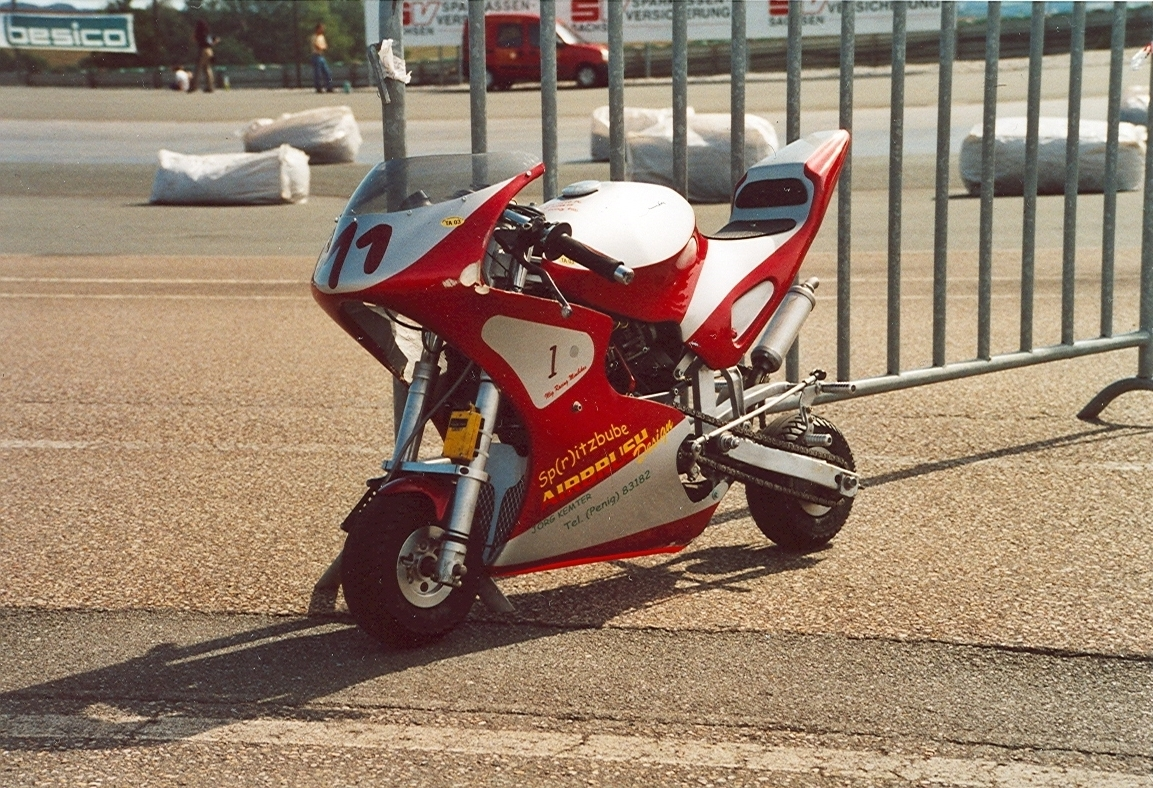
Minibike

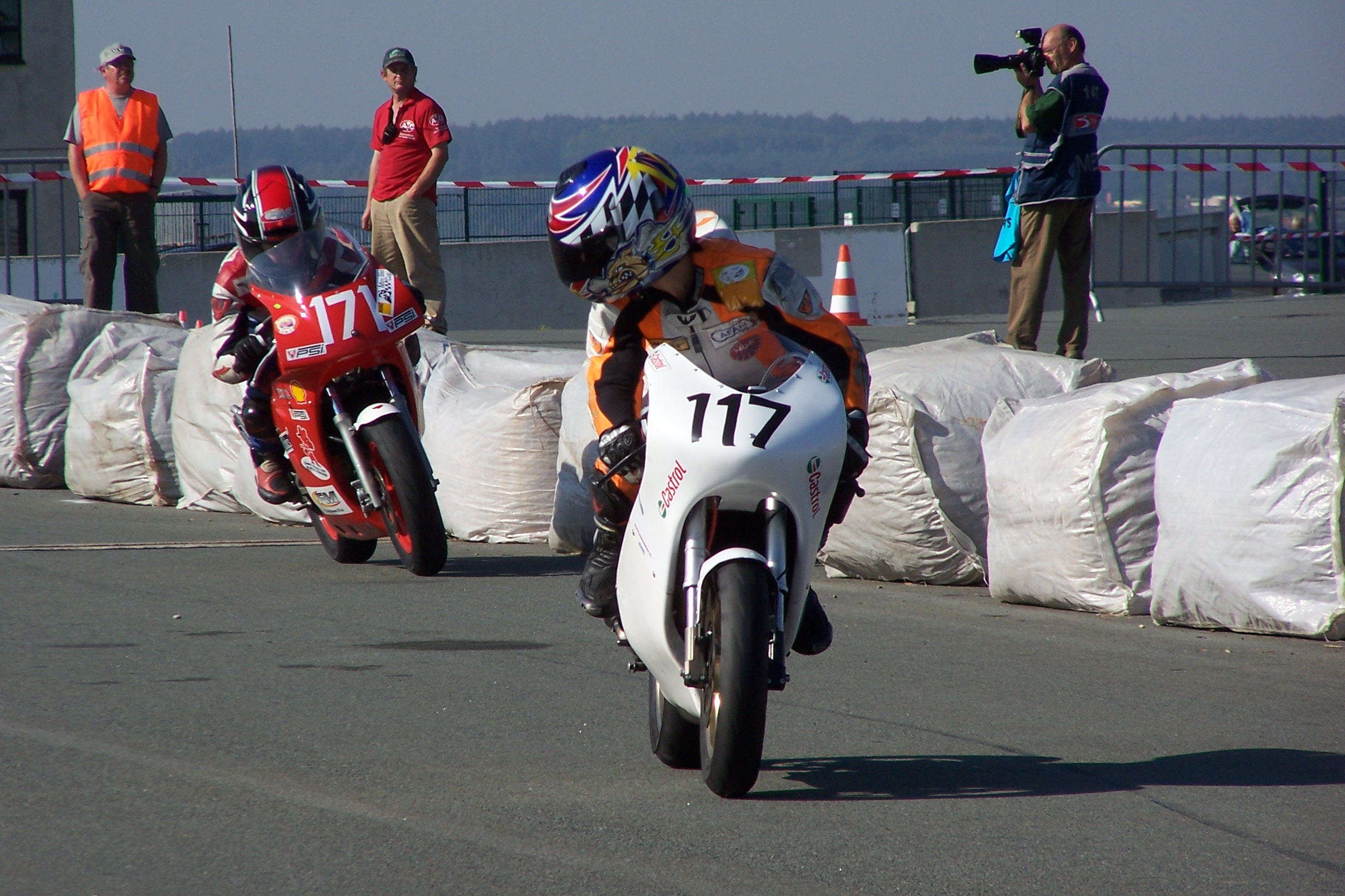
Der tschechische Fahrer Oldřich Hanak (# 117) in der Klasse Europa 70 des tschechischen Verbandes UAMK auf dem Sachsenring im September 2007. Hinter ihm Jan Němeček (# 171), der ebenfalls aus der Tschechischen Republik kommt.

Minibikes sind Rennmotorräder mit Hubräumen zwischen 50 und 100 cm³.
Der Begriff Minibike darf in Deutschland und Dänemark nicht mit dem Begriff Pocket Bike verwechselt werden, der z. B. in Deutschland und Dänemark für wesentlich kleinere Fahrzeuge gebräuchlich ist. In manchen Ländern werden diese Pocket Bikes auch Minimoto genannt. Gemeinsam ist jedoch beiden, dass sie nicht im Straßenverkehr benutzt werden dürfen. Vergleiche hierzu auch die Fotos unter Pocket Bike.

## Wettbewerbe
In den USA und Kanada sind es vor allem Erwachsene, die auf Minibikes Rennen als Funsport betreiben, weniger Kinder oder Jugendliche. Für Kinder und Jugendliche ist das Minibike eine Form der Nachwuchsförderung und füllt die Lücke zwischen Pocket Bike und der Klassen ab 125 cm³.
Nicht nur in Deutschland werden Rennserien für Minibikes angeboten, sondern beispielsweise auch in den USA, Kanada, Australien, Dänemark, Spanien und inzwischen auch in Schweden. In Dänemark wird in den Klassen 80 cm³ Junior 6,6 kW, 80 cm³ Senior 11 kW und 80 cm³ Senior 6,6 PS um Punkte gefahren. Der dänische Fahrer Robbin Harms begann seine Karriere auf einem Minibike und hatte am Ende der Jahre 1993 bis 1996 die Platzierungen vier, fünf, zwei und schließlich ein (d. h. 1996 Dänischer Meister) in der Gesamtwertung. 2006 fuhr er in der Supersport-Weltmeisterschaft eine 600-cm³-Maschine. In Schweden stellt man bei der Bezeichnung die cm³-Zahl vor die Einheit (cm³), um diese Fahrzeuge von den Minimoto genannten Pocket Bikes zu unterscheiden. In Spanien ist der Zulauf an interessierten Kindern und Jugendlichen so groß, dass in den verschiedenen Regionen eigene Rennserien angeboten werden. Dabei wird oft auf der einheimischen Marke Metrakit gefahren.

### ADAC-Minibike-Cup
In Deutschland trägt der ADAC den bundesweiten ADAC-Minibike-Cup aus. Dieser wird seit dem Jahr 1991 veranstaltet. Die Meisterschaft wurde zu Beginn auf 50-cm³-Simson-Motorrädern ausgetragen.  2003 durften auch Motorräder von KTM gefahren werden. Auf dem Sachsenring fuhr 2003 auch die Klasse „Die Originalen“. In der DDR mit dem Simson-Motor des Rollers SR 50/80. Im Jahr 2007 fuhren die Einsteiger auf der Honda NSR Mini 50 und die Einsteiger auf der Metrakit Mini GP 50. Im Jahr 2023 sind je nach Alter folgende Motorräder zugelassen:
| Honda NSF100                | Jahrgänge 2008–2015 | (mindestens 8 Jahre alt, Gaststarter 2007–2015)  |
| Ohvale GP-0 110 4S          | Jahrgänge 2008–2014 | (mindestens 9 Jahre alt, Gaststarter 2007–2014)  |
| Ohvale GP-0 160 4S (MiniGP) | Jahrgänge 2009–2013 | (mindestens 10 Jahre alt, Gaststarter 2008–2013) |

Das Reglement ändert sich fast jährlich, doch ist der Zulauf an Kindern und Jugendlichen ungebrochen.

### Metrakit MiniGP
Metrakit veranstaltet seit 2003 die MiniGP für Metrakit-Fahrer in den Klassen 50 cm³ und 80 cm³.

## Modelle
- Die Honda Honda NSR Mini 50 (50 cm³) hat die Abmessungen (L×B×H) 1580 × 590 × 935 mm bei 1085 mm Radstand, die maximalen Leistung von 5,3 kW/7,2 PS bei einer Drehzahl von 10.000/min und einem Gewicht von 73 kg.
- Metrakit Mini GP mit 50 und 80 cm³ Hubraum. Die 50-cm³-Version hat die Abmessungen (B×H) 400 × 700 mm, 1100–1130 mm Radstand, die maximalen Leistung von 8,4 kW bei einer Drehzahl von 12500/min und einem Gewicht von 65 kg.
- Yamaha YSR50
- Yamaha PW50

Daneben existieren auch Minibikes mit höheren Hubräumen von bis zu 80 cm³. Bei einem Gewicht von rund 50 kg und einem vergleichbar geringen Radstand von 1050 mm haben einige Minibikes beachtliche 16 kW Leistung.